# Tiago Brandão Rodrigues
Tiago Brandão Rodrigues, né le 3 juillet 1977 à Paredes de Coura, est un chercheur et homme politique portugais.

## Biographie

### Formation et vie professionnelle
Il est titulaire d'une licence, d'une maîtrise et d'un doctorat en biochimie de l'université de Coimbra. À la suite de l'obtention de sa licence, en 2000, il quitte le Portugal et s'installe à Madrid puis Dallas. En 2010 il rejoint Cambridge pour y mener des recherches sur le cancer.

### Engagement politique
Proche du Parti socialiste (PS), il est élu député du district de Viana do Castelo à l'Assemblée de la République lors des élections législatives du 4 octobre 2015. Le 26 novembre suivant, Tiago Brandão Rodrigues est nommé ministre de l'Éducation du gouvernement minoritaire du socialiste António Costa.